# Amanda Jacobsen
Amanda Nyholm Jacobsen (født 19. juni 1967 i Iran) er en tidligere administrerende direktør i Gate Gourmet.
Hun blev bortvist fra selskabet i 2011, da en intern efterforskning viste at hun havde begået bedrageri for en værdi af 22 mio. CHF over en tre-årig periode. Under den efterfølgende straffesag i Københavns Byret erkendte hun i marts 2011 at have begået bedrageri og dokumentfalsk for et beløb på 120 mio. DKK, og blev ved byrettens dom straffet med fængsel i 3½ år.
 Ved ankesagen i Østre Landsret blev straffen skærpet til 4½ års fængsel.
I forbindelse med opsigelsen, er det i pressen blevet fremført, at hun opnåede stillingen blandt andet ved at angive fejlagtige oplysninger på sit CV. Hun er efter det oplyste, iransk krigsflygtning, og kom til Danmark som 17-årig. Hendes rigtige navn er angiveligt Amanda Abromamsen.
I oktober 2010 flyttede ægteparret til Zürich i Schweiz.
Ifølge Ekstra Bladet har Amanda Jacobsen været tæt på at tage sit eget liv, men hendes mand Jesper Nyholm Jacobsen talte hende fra selvmord. I stedet blev det manden selv der begik selvmord. Kort efter bedraget blev opdaget, tog han sit eget liv på en byggeplads i Bruxelles.
Hun har siden fået job som kirketjener i Sankt Pauls Kirke (København).